# Schwäbisch Haller Dreikönigslauf
Der Schwäbisch Haller Dreikönigslauf ist ein zehn Kilometer langer Volkslauf durch die Altstadt von Schwäbisch Hall.

## Organisation
Die Strecke umfasst zwei Runden à fünf Kilometer durch die Fußgängerzone und Parkanlagen. Der Fünf-Kilometer-Rundkurs ist offiziell vermessen nach IWR, d. h. die Streckenlängen über fünf und zehn Kilometer können in die Bestenliste aufgenommen werden und fallen damit in die Kategorie Straßenlauf.
Für Kinder von 5 bis 11 Jahren wird eine Laufstrecke von 400 Metern, für Jugendliche von 11 bis 17 Jahren eine Distanz von 1,7 Kilometern angeboten.

## Geschichte
Der Dreikönigslauf geht auf die Schwäbisch Haller Stadtläufe zurück, die vermutlich schon vor 1959 stattfanden. In der Haller Geschichtsschreibung ist zu finden, dass der Lauf am 19. Juli 1959 als Staffellauf wieder eingeführt wurde. Die Läufer der TSG Schwäbisch Hall stellten bis 1966 in ununterbrochener Reihenfolge die siegreiche Mannschaft.
Am 15. Mai 1970 beendeten die Haller Vereine diese Sportbegegnung, welche aber 1985 von Oberbürgermeister Karl-Friedrich Binder mit Unterstützung der Stadt wiederbelebt wurde. Die Langstreckler der TSG übernahmen hierbei die Organisation.
Der erste Startschuss begann als Silvesterlauf mit 130 Teilnehmern. Mittlerweile heißt die Veranstaltung Dreikönigslauf, da sie auf Grund der ungünstigen Kalenderkonstellationen im Jahr 1988 und 1990 verlegt werden musste. Die Veranstaltung weist stetig steigende Teilnehmerzahlen auf.
Verteilt auf die vier angebotenen Läufen wurden für den 6. Januar 2020 die Anzahl von 3181 Anmeldungen registriert. Pro Anmeldung wurde 1 Euro an den Krebsverein Schwäbisch Hall weitergeleitet, welcher den von den Organisatoren auf 3200,- Euro aufgerundeten Betrag im Jahr 2020 der Errichtung eines Hospiz in Schwäbisch Hall zukommen ließ. Seit 2022 hat Help! Wir helfen e. V. die Spende erhalten, zuletzt am 6. Januar 2024 den Betrag von 3.333,- Euro.

## Statistik

### Streckenrekorde
- Männer: 29:43 min, Hendrik Pfeiffer (GER), 2024[2]
- Frauen: 33:25 min, Hanna Klein (GER), 2020[2]

### Siegerliste
Streckenlänge 1985: 10,5 km, ab 1986: 10,0 km, Streckenrekord = SR, nur 2002: 9,4 km (witterungsbedingte Streckenänderung)
| Datum | Männer                                      | Zeit (h) | Frauen                                                        | Zeit (h) |
| ----- | ------------------------------------------- | -------- | ------------------------------------------------------------- | -------- |
| 1985  | Reiner Stein, TV Murrhardt                  | 35:28    | Erika Herz, TV Bad Mergentheim                                | 42:48    |
| 1986  | Stephan Karst, EK Schwaikheim               | 33:04    | Erika Herz, TV Bad Mergentheim                                | 39:03    |
| 1987  | Andreas Söffker, Run u. Fun Stuttgart       | 32:20    | Andrea Holzäpfel, Run u. Fun Stuttgart                        | 36:49    |
| 1989  | Thomas Ilg, TSV Hüttlingen                  | 31:52    | Iris Büttner, TSV Talheim                                     | 36:05    |
| 1990  | Horst von Gaza, LG Göttingen                | 31:31    | Josefa Witzlinger, 1.SC Gröbenzell                            | 37:38    |
| 1991  | Eckart Baier, TSV Crailsheim                | 32:00    | Erika Herz, TV Bad Mergentheim                                | 39:13    |
| 1992  | Ralf Kirsc, Sport.Team Auchter              | 30:35    | Erika Herz, TV Bad Mergentheim                                | 38:27    |
| 1993  | Patriz Ilg, TG Hofen                        | 31:16    | Esther Heinold, TSV Sulzdorf                                  | 37:30    |
| 1994  | Julius Korir, Kenia                         | 30:12    | Angelina Kanana, Kenia                                        | 35:03    |
| 1995  | Laban Chege, Kenia                          | 31:17    | Angelina Kanana, Kenia                                        | 35:49    |
| 1996  | Stefan Böltz, WGL Schwäbisch Hall           | 32:23    | Esther Heinold, TSV Sulzdorf                                  | 37:18    |
| 1997  | Stefan Böltz, WGL Schwäbisch Hall           | 32:23    | Esther Heinold, WGL Schwäbisch Hall                           | 38:05    |
| 1998  | Stefan Böltz, WGL Schwäbisch Hall           | 31:36    | Tina Walter, DJK Schwäbisch Gmünd                             | 37:46    |
| 1999  | Eugen Mager, WGL Schwäbisch Hall            | 31:53    | Esther Heinold, TSG Wiesloch                                  | 38:49    |
| 2000  | Günter Seibold, TSV Crailsheim              | 32:26    | Ariane Pakaki, SV Neckarsulm                                  | 39:05    |
| 2001  | Günter Seibold, TSV Crailsheim              | 32:34    | Esther Heinold, TSG Wiesloch                                  | 38:12    |
| 2002  | Günter Seibold, TSV Crailsheim              | 30:11    | Angelika, Ilzhöfer Team Emma                                  | 36:25    |
| 2003  | Gerhard Emmenecker, LSG Aalen               | 32:52    | Esther Heinold, TSG Wiesloch                                  | 39:22    |
| 2004  | Johannes Weingärtner, WGL Schwäbisch Hall   | 33:35    | Angela Rothenberger, TSV Dinkelsbühl                          | 39:02    |
| 2005  | Danny Schneider, TSV Crailsheim             | 33:59    | Esther Heinold, WGL Schwäbisch Hall                           | 37:56    |
| 2006  | Peter Kotz, TSG Ehingen                     | 33:20    | Esther Heinold, WGL Schwäbisch Hall                           | 38:47    |
| 2007  | Peter Kotz, TSG Ehingen                     | 33:08    | Anne Zanzinger, TSV Crailsheim                                | 39:33    |
| 2008  | Peter Kotz, TSG Ehingen                     | 32:21    | Sabrina Mockenhaupt, Kölner Verein für Marathon               | 34:29    |
| 2009  | Peter Kotz, TSG Ehingen                     | 32:12    | Anne Zanzinger, TSV Crailsheim                                | 39:24    |
| 2010  | Martin Beckmann, LG Leinfelden-Echterdingen | 31:51    | Stephanie Beckmann, LG Leinfelden-Echterdingen                | 36:12    |
| 2011  | Martin Beckmann, LG Leinfelden-Echterdingen | 31:39    | Branka Hajek, LAZ Kornwestheim-Ludwigsburg                    | 40:12    |
| 2012  | Martin Beckmann, LG Leinfelden-Echterdingen | 31:58    | Stephanie Beckmann, LG Leinfelden-Echterdingen                | 39:10    |
| 2013  | Martin Beckmann, LG Leinfelden-Echterdingen | 31:49    | Astrid Beerlage, TSG Schwäbisch Hall                          | 38:31    |
| 2014  | Boris Rein, LV Pliezhausen                  | 32:05    | Sabrina Mockenhaupt, LG Sieg                                  | 34:13    |
| 2015  | Florian Röser, TV Konstanz                  | 32:45    | Sabrina Mockenhaupt, LG Sieg                                  | 34:18    |
| 2016  | Florian Röser, TV Konstanz                  | 31:28    | Isabel Leibfried, TSG Heilbronn                               | 37:13    |
| 2017  | Florian Röser, TV Konstanz                  | 31:32    | Sabrina Mockenhaupt, LT Haspa Marathon Hamburg                | 35:38    |
| 2018  | Florian Röser, TV Konstanz                  | 31:44    | Sabrina Mockenhaupt, LT Haspa Marathon Hamburg                | 35:15    |
| 2019  | Florian Röser, TV Konstanz                  | 31:41    | Sabrina Mockenhaupt, LT Haspa Marathon Hamburg                | 35:48    |
| 2020  | Florian Röser, TV Konstanz                  | 31:17    | Hanna Klein, LAV Stadtwerke Tübingen                          | 33:25 SR |
| 2022  | Hendrik Pfeiffer, TV Wattenscheid 01        | 30:19    | Sabrina Mockenhaupt-Gregor, VR Bank Heilbronn Schwäbisch Hall | 35:07    |
| 2023  | Hendrik Pfeiffer, TK Hannover               | 30:16    | Esther Jacobitz, TK Hannover                                  | 35:07    |
| 2024  | Hendrik Pfeiffer, TK Hannover               | 29:43 SR | Esther Pfeiffer (geb. Jacobitz), TK Hannover                  | 33:57    |
| 2025  | Hendrik Pfeiffer, Düsseldorf Athletics      | 30:11    | Esther Pfeiffer (geb. Jacobitz), Düsseldorf Athletics         | 33:44    |

(SR = Streckenrekord)